# Perditorulus bidenticulatus
Perditorulus bidenticulatus är en stekelart som beskrevs av Christer Hansson 1996. Perditorulus bidenticulatus ingår i släktet Perditorulus och familjen finglanssteklar. Inga underarter finns listade i Catalogue of Life.